# Открытое общество и его враги
«Открытое общество и его враги» — работа Карла Поппера в двух томах на тему политической философии, написанная во время Второй мировой войны в период с 1938 по 1942 годы. Впервые была напечатана в Лондоне в 1945 году. В СССР не издавалась. В России впервые была издана в 1992 году.
Автор критикует работы Платона, Гегеля и Маркса, называя их теориями телеологического историцизма и обвиняя их авторов в формировании идейной базы тоталитаризма.
Как отмечается в International Encyclopedia of the Social & Behavioral Sciences (Second Edition, 2015): "Часто говорят, что эта книга заполнила некий интеллектуальный вакуум в послевоенный период". Работа сделала своего автора довольно популярным теоретиком политического либерализма.

## Замысел и структура
В предисловии к русскому изданию Поппер пишет:

Решение написать эту книгу я принял в тот день, когда узнал о вторжении Гитлера в мою родную Австрию […]. Она была направлена против нацизма и коммунизма, против Гитлера и Сталина, которых пакт 1939 года сделал на время союзниками.
В этой книге я решил проследить историю, приведшую к возникновению гитлеризма, и обратился к учению великого философа Платона — первого политического идеолога, мыслившего в терминах классов […]. А фигура Сталина побудила меня обратиться к изучению философии Карла Маркса. Критикуя марксизм, я до некоторой степени критиковал и самого себя, поскольку в ранней молодости был марксистом и даже коммунистом. (Мне не было и 17 лет, когда я отверг это учение.)

Книга состоит из двух томов:
Том 1. «Чары Платона»
Том 2. «Время лжепророков: Гегель, Маркс и другие оракулы»
Поппер одобряет платоновский анализ социальных изменений, называя Платона великим социологом, но платоновские идеи, что считать идеальным обществом, Поппер отклоняет. Предтечей «открытого общества» он считает Афинскую демократию. В последней главе первого тома Поппер делает вывод о том, что либеральная демократия есть единственная форма правления, позволяющая проводить реформы без насилия и кровопролития.
Второй том посвящён критике философии Гегеля и Маркса. Поппер считает взгляды этих философов идейным обоснованием тоталитаризма, проявившегося в XX веке.

## Пророчество Маркса

### Пришествие социализма
Маркс считал, что внутри капитализма происходит концентрация средств производства в руках всё уменьшающегося количества капиталистов. Нарастание противоречий между наёмными рабочими и капиталистами должно привести к социальной революции. По мнению Поппера, после революции её лидеры — ленинская гвардия и сталинская номенклатура — стали новым правящим классом, новой аристократией. Поппер считал, что нельзя применять насилие. Сегодня ряд требований, выдвинутых Марксом, были вполне реализованы в западных демократиях — прогрессивный налог, большой налог на наследование имущества, возможность бесплатного образования, запрещён детский труд. Но при этом не были реализованы требования Маркса экспроприировать земельную собственность и частную собственность на средства производства.

### Социальная революция
По мнению Маркса, переход от капитализма к социализму возможен как мирным путём, так и через применение насилия, которого не нужно бояться. Эту рекомендацию Поппер считал ошибкой, использование насилия оправдано только при свержении тирании и установлении демократии.

### Капитализм и его судьба
Маркс считал капитализм исторически ограниченным и в силу этого обречённым на исчезновение. При этом реформированием капитализма нельзя устранить его внутренние противоречия между трудом и капиталом. Чтобы избежать этой тенденции, на Западе стали использовать государственное регулирование базовых экономических показателей. Деятельность профсоюзов улучшает положение рабочих. Со времён Маркса зарплата и жизненный уровень рабочих возросли повсеместно, длительность рабочего времени снижена, улучшилась техника безопасности на производстве. Всё это противоречит прогнозам Маркса. Уже Фридрих Энгельс в конце жизни признавал, что пролетариат в Англии всё больше превращается в рабочую аристократию и не хочет поддерживать марксистов. Джон Кейнс предложил систему государственного регулирования экономики, страхование по безработице. Сегодня рабочие скорее склонны торговаться о величине заработной платы, чем составлять планы революции.

### Способы решения социальных проблем
Современная частная собственность на заводы и фабрики существует в акционерной форме. Крупнейшими акционерами являются пенсионные фонды, которые вкладывают сбережения рабочих в акции, и через них происходит распределение прибыли в том числе и в пользу рабочих. Это противоречит представлениям Маркса о растущем обнищании рабочих при капитализме. Владимир Ильич Ленин в концепции империализма как высшей формы капитализма считал, что обнищания рабочего класса удалось избежать лишь в метрополиях за счёт ограбления колоний и развивающихся стран.

### Выводы Поппера
- Пророчества Маркса не сбылись. Вопреки его предсказаниям, влияние государства не ослабло, а укрепилось.
- Ни одно общество сегодня не может оставаться закрытым длительное время, ибо закрытое общество неизбежно становится отсталым и слабым во всех отношениях.

## История публикации
К моменту завершения работы над книгой Поппер проживал в Новой Зеландии, поэтому для её публикации потребовалась помощь коллег. Эту помощь оказали философы Эрнст Гомбрих и Фридрих Хайек (он прочел одну из первых машинописных копий книги и был «глубоко впечатлен»). Сначала издательство Кембриджского университета отвергло книгу, было еще несколько отказов. В конце концов Хайек обратится в Routledge - издавшим его собственную «Дорогу к рабству». Там ею впечатлится Герберт Рид, и она наконец-то будет принята.
Первоначально, учитывая дефицит бумаги в военное время, Поппер счел США более благоприятным местом для опубликования своей книги. Но там доиздательский рецензент Карл Иоахим Фридрих отклонил ее "из-за ее непочтительности к Аристотелю" (sic!).
Предварительным названием работы к моменту готовности текста было «Социальная философия для каждого человека». Также автор рассматривал варианты «Три лжепророка:
Платон-Гегель-Маркс» и «Критика политической философии». Из последних двух вариантов, J. N. Findlay, бывший тогда профессором философии в Отаго и имевший с Поппером частые личные беседы, убедил его отказаться от первого, а его же вдова утверждала, что он также сподвиг того к названию «Открытое общество». Как отмечают, в контракте с Routledge возникнет вариант "Открытое общество и его антагонисты", на что Поппер телеграфирует: «Сочтите враги лучше» (англ. Consider Enemies Better). Почтмейстер сообщит в полицию о телеграмме и Попперу придется оправдываться, что он не сравнивал Гитлера и Черчилля (которым, как отмечают, Поппер безмерно восхищался).
Публикация сделает автора "яркой новой звездой на английской философской сцене" и крайне востребованным мыслителем.

## Критика
Американский философ Сидни Хук похвалил книгу Поппера как «тонко доказанный и неистово написанный» критический анализ «идей сторонников историцизма, которые угрожают любви к свободе [и] существованию открытого общества».
Хук называет Попперовский критический анализ историцизма «бесполезным сотрясением воздуха», однако Хук признаёт, что историцизм «не замечает альтернатив в развитии общества, действие множественных причинных процессов в историческом процессе и роли человеческих идеалов в определении будущего». Хук утверждает, что Поппер «читает Платона слишком буквально, когда это служит целям Поппера и Поппер слишком уверен в том, что это есть „настоящий“ смысл слов Платона, тогда как тексты Платона неоднозначны». Кроме того, Хук называет обращение Поппера с Гегелем «совершенно оскорбительным» и «очевидно ложным», отмечая что «нет ни одной ссылки на Гегеля в книге „Майн кампф“ Гитлера».
Индийский политолог Раджив Бхаргава утверждает, что Поппер «печально известен тем, что неправильно читает Гегеля и Маркса», утверждая также, что формулировки Поппера, использованные для защиты либеральных политических ценностей, являются «пристрастными идеологическими соображениями».
Российский философ Сергей Мареев отмечал: «Никто из попперианцев до сих пор не заметил у него [Поппера] вопиющего противоречия между прокламированным рационализмом и строгой научностью в работах по «философии науки», с одной стороны, и отсутствием всяческой науки в исторических работах — с другой. «Исторических» только в том смысле, что речь там идёт о исторических сюжетах, потому что ни о действительной истории, ни об исторической науке там речи идти не может. «Открытое общество и его враги» и «Нищета историцизма»  — это только политические памфлеты.»
John W. N. Watkins отмечал, что "к концу 1950-х годов идеи книги утратили свою актуальность на Западе только потому, что они в значительной степени победили. Едва ли кто-то еще верил в историческую неизбежность, не говоря уже о неизбежности коммунизма... Но книга все еще имела огромный потенциал привлекательности для интеллектуалов при коммунистических режимах".